# William A. Buckingham
William A. Buckingham (Lebanon, 1804. május 28. – Norwich, 1875. február 5.) az Amerikai Egyesült Államok szenátora (Connecticut, 1869–1875).